# Диод на Гън
Диодът на Гън е вид диод, представляващ полупроводников електронен компонент с два електрода и имащ отрицателно диференциално съпротивление. Използва се главно за генериране на микровълни. Основава се на ефекта на Гън, открит през 1962 г. от физика Джон Гън. Не притежава p-n преход.
Вътрешната му конструкция се различава от останалите диоди в това, че е съставена от полупроводников материал само от n-тип, докато повечето диоди имат области с p и n проводимост. Следователно, той не е електропроводим само в една посока и не може да изправя променлив ток като останалите диоди. Диодът на Гън е съставен от три n-области: две силно легирани около електродите (изводите) и една тънка междинна, която е слабо легирана. Когато към устройството се приложи напрежение, електрическият градиент е най-голям в средния слой. Ако напрежението се увеличава, токът през този слой първо също ще се увеличава, но с нарастване на напрежението проводимите свойства на средния слой ще се променят, увеличавайки съпротивлението си и карайки тока да намалява. Това му свойство го прави подходящ за усилване на радиочестоти. Възможно е да стане нестабилен и да генерира трептения, когато му е приложено постоянно захранващо напрежение.

## История
Диодът на Гън се базира на ефекта на Гън, като и двата са кръстени на физика Джон Гън, който през 1962 г. в IBM открива ефекта, тъй като отказва да приеме непоследователните експериментални резултати в галиевия арсенид като „шум“ и решава да намери причината. Алан Шеноут от Bell Laboratories показва през юни 1965 г., че само механизъм на прехвърляне на електрони би могъл да обясни експерименталните резултати. Установено е, че колебанията, които се засичат, могат да се обяснят чрез отрицателно диференциално съпротивление, което ще рече, че повишение на напрежението води да намаляване на тока. Ефектът на Гън навлиза в литературата по електроника в началото на 1970-те години.

## Действие
Принципът на действие на полупроводниковите прибори се обяснява с помощта на зонната теория. Зонната диаграма на някои полупроводникови материали, сред които е и галиевия арсенид (GaAs), съдържа една допълнителна енергийна зона (освен валентната и проводимата зони, между които обикновено протичат енергийните преходи на токовите носители). Тази трета зона се намира при по-високи енергии, над проводимата зона. Тя е празна, докато електроните от по-долната част на проводимата зона не получат достатъчно енергия, за да преминат в нея. Първоначално тези електрони или са с енергия под нивото на Ферми, но притежават достатъчно дълъг свободен пробег, за да придобият нужната енергия от приложеното силно електрическо поле, или директно получават подходящата енергия. С прилагане на постоянно напрежение, нивото на Ферми в катода се придвижва в третата зона и разсейването на бързите електрони от нивото на Ферми намалява чрез напасване на плътността на състоянията и използване на допълнителни слоеве.
При галиевия арсенид ефективната маса на електроните в третата зона е по-голяма от тази в зоната на проводимост, така че подвижността или скоростта на пренос на електроните в тази зона е по-ниска. Докато прилаганото напрежение расте, все повече електрони достигат третата зона, което ги кара да се движат по-бавно, вследствие на което токът през устройството започва да намалява. Така се създава област с отрицателно диференциално съпротивление във волт-амперната характеристика.
Когато достатъчно високо напрежение се приложи към диода, плътността на носителите на заряд в катода става нестабилна, при което се развиват малки участъци с ниска проводимост, докато останалата част от катода има висока проводимост. Възниква по-голям пад на напрежение върху катода в участъците с ниска проводимост, при което се получава по-силно електрическо поле. Под влиянието на това електрическо поле, участъкът се придвижва от катода към анода. Не е възможно двете зони да се балансират напълно, поради което винаги ще има тънки отрязъци от голямо електрическо поле на фона на общо слабо електрическо поле. На практика, при малко повишение на напрежението, може да се образува сегмент с ниска проводимост при катода, съпротивлението да се увеличи, сегментът да се придвижи към анода и, когато го достигне, да се абсорбира, след което се образува нов сегмент при катода, за да се поддържа напрежението постоянно. Ако напрежението се намали, вече наличният сегмент се погасява и съпротивлението отново намалява.
Лабораторните методи, които се използват за подбор на материали за производството на диоди на Гън, включват фотоелектронна спектроскопия с ъглово разделяне.

## Генератори на трептения
Отрицателното диференциално съпротивление, комбинирано с времевите свойства на междинния слой, способства за най-голямата употреба на този вид диод като генератор на трептения в микровълновия диапазон. Такъв осцилатор може да се създаде при просто прилагане на постоянно напрежение, което да вкара устройството в режим на работа в зоната с отрицателно диференциално съпротивление. На практика, това отрицателно диференциално съпротивление на диода компенсира положителното съпротивление на товара, като така се създава верига с нулево диференциално съпротивление, създаваща спонтанни трептения. Честотата на трептения зависи отчасти от свойствата на междинния слой, но може да се променя и чрез външни фактори. В практиката често се добавя обемен резонатор за управление на честотата. Диодът обикновено се прикрепва в кухината. Диодът компенсира съпротивлението на резонатора, като по този начин създава трептения с неговата резонансна честота. Честотата може да се регулира механично, чрез настройване на размера на кухината.
Диодите на Гън, направени от галиев арсенид, могат да се използват за честоти до 200 GHz, а тези от галиев нитрид могат да достигат 3 THz.

## Приложение
Поради възможността им за генериране на високи честоти, диодите на Гън се използват обикновено в микровълновия диапазон. Този диод може да притежава една от най-големите изходящи мощности сред полупроводниковите прибори при тези честоти. Най-честата употреба на диод на Гън е за генератори на електрически трептения, но се използват също и за микровълнови усилватели. Тъй като диодът е само с два терминала, дадената усилвателна верига трябва да отделя изходящия усилен сигнал от входящия сигнал, за да се избегнат смущения. Често срещана верига е отразяващият усилвател, който използва циркулатор за разделяне на сигналите.

### Сензори и измервателни уреди
Генераторите на трептения с диод на Гън се използват за: системи за предотвратяване на сблъсък във въздуха, антиблокиращи системи, сензори за мониторинг на трафика, антирадари, системи за безопасност на пешеходците, километражи, датчици за движение, контролери за сигнали за движение, автоматично отварящи се врати, оборудване за контрол на процесите за наблюдение на пропускателната способност, аларми за охрана и оборудване за откриване на нарушители, сензори за избягване на дерайлиране на влакове, дистанционни детектори на вибрации, тахометри, монитори за влагосъдържание.

### Радиоастрономия
Диоди на Гън се използват и за направата на радиоастрономически приемници. Диодът се поставя в кухина, настроена да резонира с честота, която е двойно по-голяма от честотата на диода. Дължината на тази кухина се настройва с микрометри.